# Register arbeidsmiddelen
Een register of inventaris van arbeidsmiddelen is een noodzakelijk document dat een overzicht geeft van alle arbeidsmiddelen die binnen een organisatie gebruikt worden. Dit register helpt bij het op kaart brengen van onderhoud, reiniging, inspecties en keuringen van alle middelen waarmee arbeid kan verricht worden. Het draagt bij aan de naleving van wettelijke verplichtingen van de werkgever qua arbeidsveiligheid en gezondheid van zijn werknemers.

## Doel en belang
Het register van arbeidsmiddelen beoogt meerdere doeleinden. Het belangrijkste doel is het vastleggen van alle relevante informatie over de beschikbare arbeidsmiddelen op de werkplek en dit om de veiligheid, het onderhoud en de naleving van wettelijke eisen te optimaliseren. Het register biedt een gestructureerde manier om de status en het gebruik van arbeidsmiddelen te beheren.

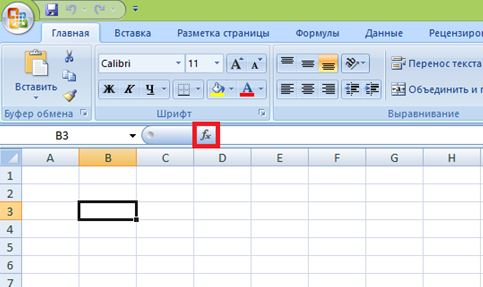
Het vaakst wordt een register bijgehouden in een Excel document

Een register van arbeidsmiddelen bevat doorgaans de volgende informatie:
- Beschrijving van het arbeidsmiddel: Gedetailleerde beschrijving inclusief type, merk, en serienummer.
- Locatie: De plaats waar het arbeidsmiddel zich bevindt of gebruikt wordt.
- Aanschafdatum en leverancier: Datum van aankoop en gegevens van de leverancier of fabrikant.
- Onderhoudshistoriek: Documentatie van alle uitgevoerde onderhoudsbeurten en reparaties.
- Inspecties en keuringen: Gegevens over periodieke inspecties en wettelijke keuringen, inclusief het inspectieverslag en de resultaten.
- Gebruiksinstructies en handleidingen: Relevante handleidingen en gebruiksinstructies.
- Risico-inventarisatie en -evaluatie (RI & E): Eventuele specifieke risico’s die verbonden zijn aan het gebruik van het arbeidsmiddel en de bijbehorende beheersmaatregelen.
- Ook als arbeidsmiddelen over een CE-keuring beschikken, mogen ze pas in gebruik worden genomen na het opstellen van een indienststellingsverslag (IDST) door een preventieadviseur.

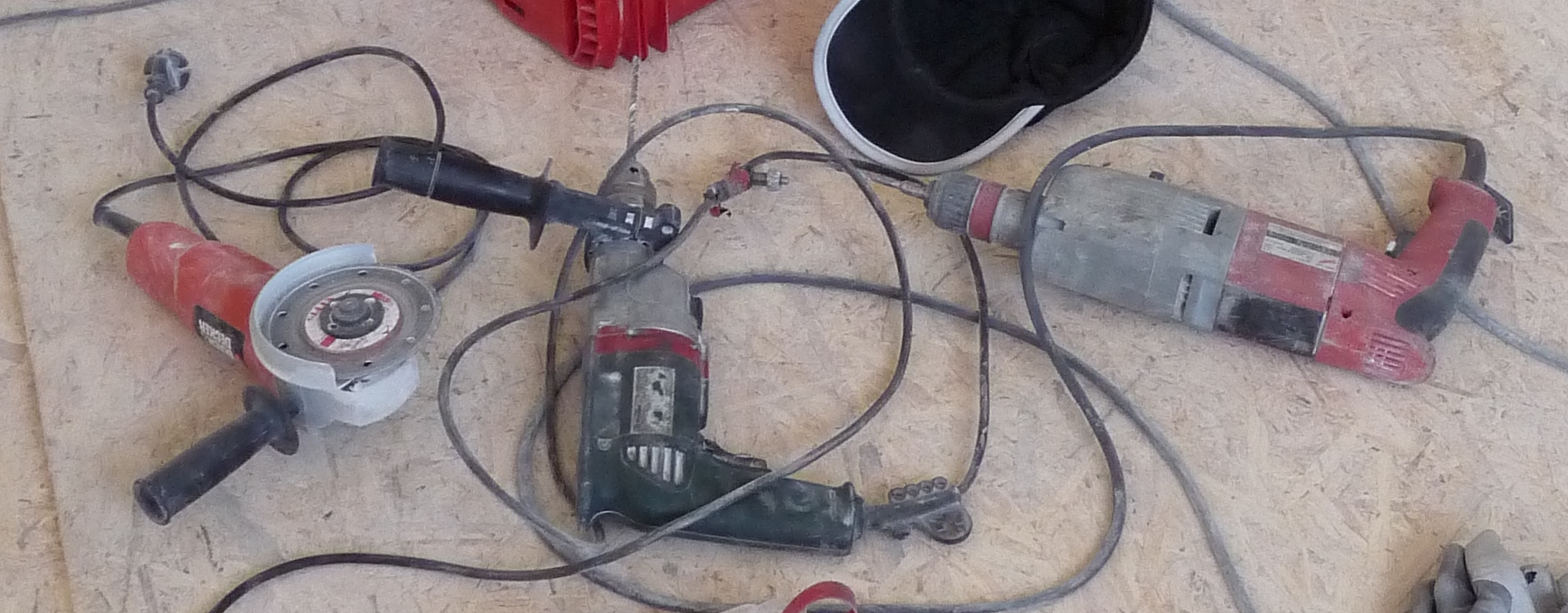
Alle arbeidsmiddelen dienen opgenomen te worden

- VIK veiligheidsinstructiekaart.

## Wettelijke vereisten in België en Nederland
De verplichting tot het bijhouden van een register van arbeidsmiddelen vloeit voort uit de wetgeving in België en Nederland betreffende arbeidsomstandigheden. Deze wetgeving heeft tot doel de veiligheid en gezondheid van werknemers te beschermen door middel van duidelijke regels en richtlijnen voor het gebruik en onderhoud van arbeidsmiddelen.

### België
In België is de Codex over het welzijn op het werk van toepassing. Deze regelgeving vereist dat werkgevers een gedocumenteerd overzicht bijhouden van alle arbeidsmiddelen die in gebruik zijn, inclusief de relevante onderhouds- en inspectiegegevens. Boek IV van de Codex legt specifieke eisen vast met betrekking tot het beheer en gebruik van arbeidsmiddelen.

### Nederland
In Nederland wordt het bijhouden van een register van arbeidsmiddelen voorgeschreven door de Arbeidsomstandighedenwet (Arbowet). De Arbowet geeft verplichtingen weer waaraan werkgevers en werknemers zich moeten houden. Deze gelden voor alle plekken waar arbeid wordt verricht (dus ook voor verenigingen en stichtingen en voor deeltijd- en flexwerkers, interims en vrijwilligers). Het besluit en de regeling betreffende de Arbeidsomstandigheden geven verdere specificaties over de inhoudseisen van het register, waaronder de noodzaak om alle onderhouds- en keuringgegevens nauwkeurig vast te leggen.

## Implementatie en beheer
Het opzetten van een register van arbeidsmiddelen begint met een grondige identificatie, inventarisatie en documentatie van alle aanwezige arbeidsmiddelen binnen de organisatie. Het register moet regelmatig worden bijgewerkt om ervoor te zorgen dat alle data actueel en accuraat blijven.
 
Het gebruik van een register van arbeidsmiddelen biedt verschillende voordelen, waaronder:
- Compliance: de naleving van wet- en regelgeving, en tegelijk het werken volgens de interne normen en regels die de organisatie zelf heeft opgesteld. Het register helpt bij het voldoen aan wettelijke verplichtingen en het voorkomen van juridische problemen.
- Verhoogde veiligheid: Door systematisch onderhoud en regelmatige inspecties te plannen, worden veiligheidsrisico’s geminimaliseerd.
- Efficiëntie: Betere organisatie en planning van onderhoudsactiviteiten verminderen onverwachte storingen en bijgevolg verhogen ze de productiviteit.
- Transparantie: de organisatie bekomt een transparant inzicht in de toestand, het gebruik en de verantwoordelijkheden van zijn arbeidsmiddelen.

## Innovaties en trends
Registers van arbeidsmiddelen worden steeds vaker gedigitaliseerd. Softwaresystemen om digitale registers te beheren, bieden vaak extra functies aan zoals automatische herinneringen voor onderhoud en inspecties, integratie met mobiele apparaten voor updates en hoogstaande rapportage mogelijkheden.